# Sekhemrê-Khoutaouy Amenemhat-Sobekhotep
Sekhemrê-Khoutaouy Amenhotep-Sobekhotep (aujourd'hui classé comme Sobekhotep Ier, avant en tant que Sobekhotep II) est le premier roi de la XIIIe dynastie. Son classement chronologique a longtemps été débattu, mais l'opinion majoritaire fait de lui le premier roi de la dynastie.

## Position chronologique
Les noms de Nesout-bity et de Sa-Rê du roi sont Sekhemrê-Khoutaouy Amenemhat-Sobekhotep tandis qu'un autre roi de la dynastie porte les noms de Nesout-bity et de Sa-Rê Khoutaouyrê Ougaf. Or le Canon royal de Turin indique en tant que premier roi de la dynastie un certain Khoutaouyrê et en tant que quinzième roi un certain Sekhemrê-Khoutaouy Sobekhotep. Ainsi, longtemps Amenemhat-Sobekhotep a été placé à cette position, faisant de lui Sobekhotep II, mais à la suite de diverses études, stylistiques notamment, la majorité des égyptologues pensent aujourd'hui que les noms ont simplement été inversés et qu'Amenemhat-Sobekhotep est le premier roi de la XIIIe dynastie, faisant de lui Sobekhotep Ier,.

## Attestations

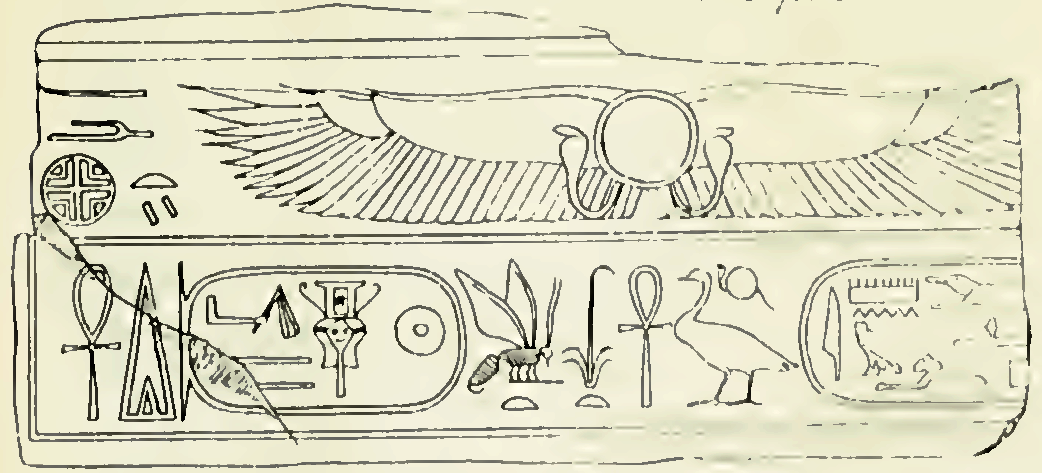
Titulature d'Amenemhat-Sobekhotep sur un relief du temple mortuaire de Montouhotep II à Deir el-Bahari.

Amenemhat-Sobekhotep est bien attesté par des sources contemporaines. Tout d'abord, il est mentionné sur le papyrus d'El-Lahoun IV, aujourd'hui au Musée Petrie (UC32166). Ce papyrus est un recensement de la maisonnée d'un prêtre-lecteur qui est daté de la première année de règne du roi et enregistre également la naissance d'un fils du prêtre-lecteur au cours d'une 40e année de règne, ce qui ne peut que faire référence à Amenemhat III. Cela établit qu'Amenemhat-Sobekhotep régnait à une époque proche de celle d'Amenemhat III.

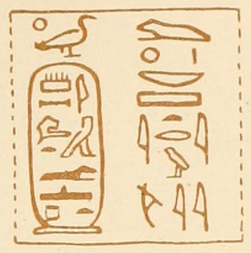
Sceau du roi indiquant son nom de Sa-Rê Amenemhat-Sobekhotep.

Deuxièmement, un certain nombre d'éléments architecturaux portant la titulature de Amenemhat-Sobekhotep sont connus : un fragment de chapelle de Médamoud, trois linteaux de Deir el-Bahari et Médamoud, une architrave de Louxor et un chambranle de porte de Médamoud qui se trouve maintenant au Louvre. Il a laissé une statue de granit rouge, actuellement dans un musée britannique, avec son cartouche. Un morceau d'une autre statue a été trouvé à Karnak. De plus petits objets mentionnant Amenemhat-Sobekhotep comprennent un sceau cylindrique de Gebelein, une lame d'herminette, une statuette trouvée à Kerma et une perle de faïence, aujourd'hui au Musée Petrie (UC 13202).
Trois relevés du niveau du Nil à Semna et Kumna en Nubie sont également attribués à Amenemhat-Sobekhotep, le dernier datant de l'année 4, montrant qu'il a régné pendant au moins trois années complètes.
Le papyrus Boulaq 18, un document administratif du palais de Thèbes fait également mention de sa femme Ay, du vizir Ânkhou et autres dignitaires officiels de la cour.

## Identification au roi Sekhemrê-Khoutaouy Khâbaou
Julien Siesse, Wolfgang Helck et Stephen Quirke ont assimilé Sekhemrê-Khoutaouy Khâbaou à Sekhemrê-Khoutaouy Amenemhat-Sobekhotep. Cette hypothèse est considérée comme incorrecte par la plupart des égyptologues, dont von Beckerath, Detlef Franke, Kim Ryholt et Anthony Spalinger. Von Beckerath et Franke soulignent que bien que les deux rois aient le même nom de Nesout-bity, leurs autres noms sont complètement différents. Spalinger soutient que les archives du niveau du Nil de la Nubie associées à Sekhemrê-Khoutaouy Amenemhat-Sobekhotep ne peuvent être attribuées à Khâbaou. 
En réponse à ces arguments, Stephen Quirke fait remarquer que les noms d'Horus et d'Horus d'or de Sekhemrê-Khoutaouy Amenemhat-Sobekhotep sont connus à partir d'un seul bloc du temple de Montou à Médamoud, dont l'attribution n'est pas entièrement certaine.
Julien Siesse réfute quant à lui l'hypothèse de deux rois chronologiquement proches et ayant partagés le même nom de Nesout-bity. En effet, depuis au moins le début du Moyen Empire, le nom le plus important de la titulature royale est ce nom de Nesout-bity. Ainsi, il est clair pour lui qu'il n'y a eu qu'un seul Sekhemrê-Khoutaouy : Amenemhat-Sobekhotep. Il réfute également l'hypothèse de Quirke selon qui Khâbaou est le nom d'Horus d'Amenemhat-Sobekhotep, Menkhibef présent sur le bloc de Médamoud correspondant à un autre roi. Pour Siesse, Amenemhat-Sobekhotep a changé de protocole au cours de son règne, comme d'autres rois l'ont fait avant et après lui, dont Ouserkarê Khendjer pour la XIIIe dynastie.

## Interprétation du nom de Sa-Rê
Ce roi possède un double nom de Sa-Rê. Ce type de noms a été interprété différemment selon les égyptologues :
- selon Ryholt, les doubles noms sont des noms filiaux : l'un est le vrai nom du roi, l'autre est le nom de son père. Ainsi le roi se nommerait Sobekhotep et aurait un père nommé Amenemhat[1] ;
- Julien Siesse fait partie de ceux qui réfute cette hypothèse des doubles noms filiaux. En effet, il note que les doubles noms sont très courants à cette époque, que ce soit chez les particuliers ou dans la famille royale. Ce double nom est en effet un nom principal pour l'un et un surnom pour l'autre. Ils permettent de différencier les membres d'une même famille ayant le même nom principal. Dans les familles royales des différents rois de la XIIIe dynastie, plusieurs princes et princesses sont connus avec des doubles noms. Julien Siesse donne comme exemple les princes de la famille du roi Khâneferrê Sobekhotep : Sobekhotep-Djadja, Sobekhotep-Méjou et Haânkhef-Iykhernéféret[8]. Julien Siesse considère donc qu'Amenemhat-Sobekhotep est le nom complet du roi, Amenhemhat étant le nom principal, Sobekhotep étant le second nom.

## Famille
L'interprétation des noms doubles a des conséquences sur la reconstruction de la famille royale du roi Amenemhat-Sobekhotep :
- son double nom de Sa-Rê rappelle ceux des rois précédents et pourrait indiquer une filiation selon la théorie de Ryholt. Ainsi, Sobekhotep serait le fils d'un Amenemhat. Ryholt a proposé qu'il soit le fils du roi d'Amenemhat IV, et également le frère de Sekhemkarê Amenemhat-Senbef[1],[9],
- selon ceux qui s'opposent à cette théorie des doubles noms filiaux, aucun élément concret ne permet de relier le roi à d'autres personnes si ce n'est qu'il y avait peut-être plusieurs Amenemhat dans la famille d'Amenemhat-Sobekhotep. Il était donc peut-être lié familialement à ses prédécesseurs chez lesquels plusieurs Amenemhat sont présents, mais sans pour autant connaître exactement la nature de ces liens[8].

## Sépulture
Lors de fouilles menées en 2013 à Abydos, une équipe d'archéologues dirigée par Josef W. Wegner de l'université de Pennsylvanie a découvert la tombe d'un roi du nom de Sobekhotep. Bien qu'Amenemhat-Sobekhotep ait été désigné comme propriétaire de la tombe dans plusieurs articles de presse depuis janvier 2014,,,,,, des investigations supplémentaires ont rendu plus probable le fait que la tombe appartient plutôt au roi Khâneferrê Sobekhotep.
Quant à Detlef Franke, il assigne à Sobekhotep une pyramide (AI I ?) au sud-est de la pyramide de Khendjer à Saqqarah.